# Люсиен Фавър
Люсиен Фавър (на френски: Lucien Favre) е бивш швейцарски футболист и настоящ старши треньор на немския Борусия (Дортмунд)

## Кариера като футболист

### Клубна кариера
Стартира кариерата си в Лозана през 1976 г. Три години по-късно преминава в Ньошател. След два сезона става част от Сервет. През сезон 1983/84 е играч на Тулуза, след което се завръща в Сервет, където завършва кариерата си през 1991 година.

### Национален отбор
Между 1981 и 1989 г. записва 24 мача за швейцарския национален отбор, в които бележи 1 гол.

## Кариера като треньор
Започва кариерата си като треньор в школата малкия клуб Ешален през 1991, а две години по-късно поема и първия отбор, начело на който остава до 1995 г. За този период успява да изкачи отбора във Втора дивизия.
След това две години работи в академията на Ньошател.
През 1997 г. поема Ивердон Спорт, чийто отбор успява за две години да качи в елитната дивизия. В следващия сезон, вече в Дивизия А, отборът завършва на пето място, което е най-високото постижение в историята му.
През лятото на 2000 г. поема Сервет – един от отборите, в които играе като футболист. През 2001 г. печели Купата на Швейцария, с което успява да вкара отбора в турнира за Купата на УЕФА. Успява да елиминира Славия Прага, Сарагоса и Херта Берлин, преди да отпадне от Валенсия на 1/16-финалите.
През паузата между сезон 2002/03 и 2003/04 застава начело на Цюрих. През сезон 2004/05 г. отново печели Купата на Швейцария, а през последвалите два става шампион на Швейцария.
На 1 юни 2007 г. подписва 3-годишен договор с Херта. През втория сезон, в който води берлинския клуб (2008 – 09), Фавр го класира на четвърто място в крайното класиране. Напуска по време на сезон 2009/10 поради финансовите трудности на отбора.
От 14 февруари 2011 година е треньор на Борусия Мьонхенгладбах. Успява да спаси отбора, който преди неговото пристигане се намира в зоната на изпадащите.
През следващия сезон, под неговото ръководство, Жребчетата завършват на 4-то място в Бундеслигата, с което се класират за плейофите на Шампионската лига. Отбора обаче губи от Динамо Киев и не успява да достигне до Груповата фаза на турнира.
През сезон 2014/15 отборът завършва на трето място в крайното класиране, с което Фаъвр успява за пръв път да се класира за Шампионската лига. В следващия сезон обаче формата на отбора е изключително слаба, и след като стартира първенството с 5 поредни загуби, треньорът напуска.
От 24 май 2016 г. води Ница.

## Успехи

### Като футболист
Сервет
- Шампион на Швейцария (1): 1985

### Като треньор
Ешален
- Шампион на Трета швейцарска дивизия (1): 1994

 Ивердон Спорт
- Шампион на Втора швейцарска дивизия (1): 1999

 Сервет
- Купа на Швейцария (1): 2001
- Купа на УЕФА (1/16-финал) (1): 2001/02

 Цюрих
- Купа на Швейцария (1): 2005
- Шампион на Швейцария (2): 2005, 2006

 Херта Берлин
- Бундеслига (4-то място) (1): 2009

 Борусия Мьонхенгладбах
- Бундеслига (4-то място) (1): 2012
- Бундеслига (бронзов медал) (1): 2015